# Zbigniew Meres

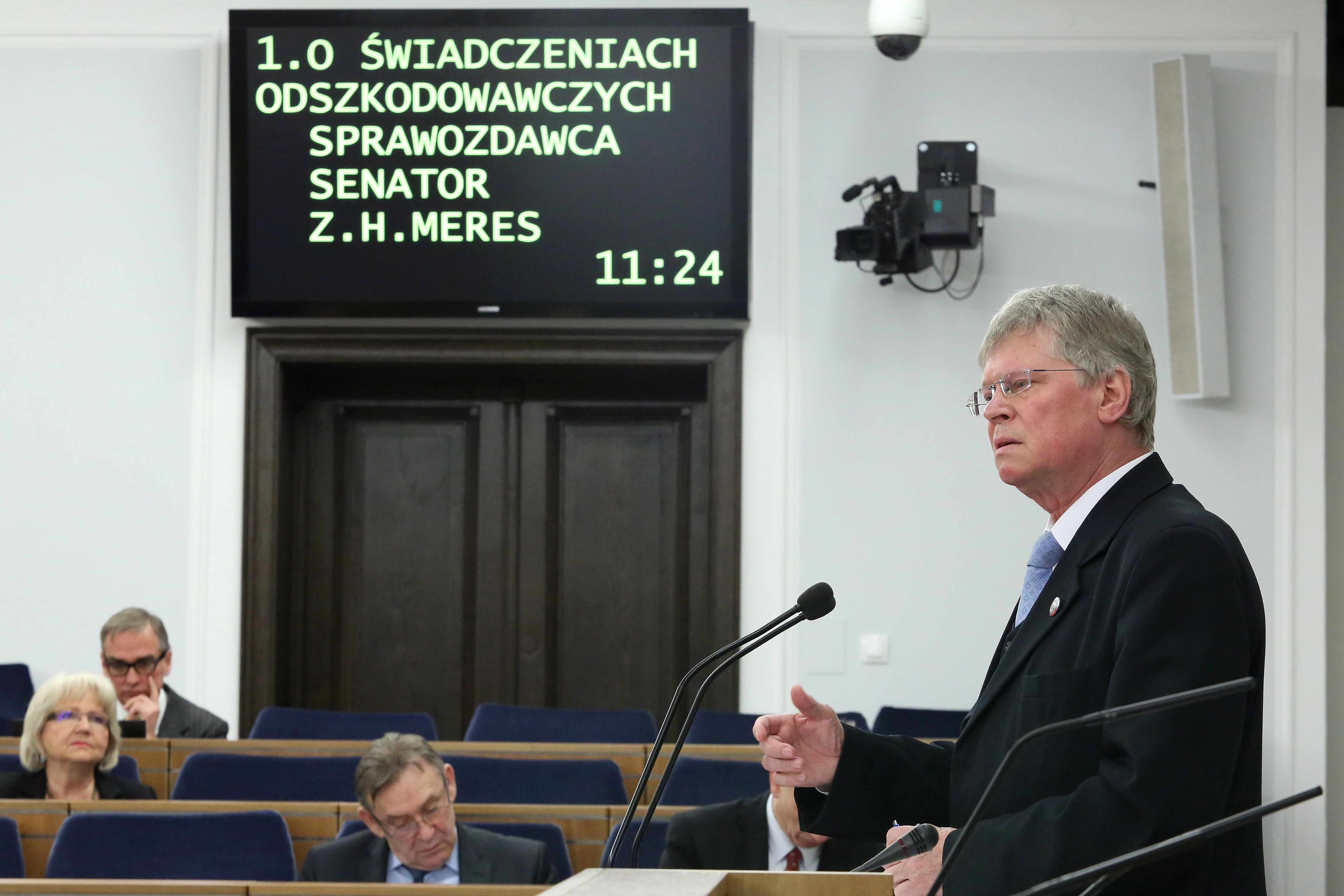
Zbigniew Meres przemawiający podczas 51. posiedzenia Senatu VIII kadencji (2014)

Zbigniew Henryk Meres (ur. 18 stycznia 1952 w Dąbrowie Górniczej, zm. 14 listopada 2023 w Piekarach Śląskich) – polski strażak i polityk, generał brygadier, w latach 1997–2002 komendant główny Państwowej Straży Pożarnej, senator VII i VIII kadencji.

## Życiorys
Syn Henryka i Krystyny. Ukończył studia w Wyższej Oficerskiej Szkole Pożarniczej w Warszawie. Następnie pracował w komendach rejonowych straży pożarnej w Chorzowie i Dąbrowie Górniczej. W 1990 został powołany na stanowisko komendanta wojewódzkiego Państwowej Straży Pożarnej w Katowicach. W sierpniu 1997 mianowano go nadbrygadierem. Od tego też roku do 2002 pełnił funkcję komendanta głównego PSP. Przez kilka miesięcy pracował w MSWiA, następnie do 2007 był zastępcą prezydenta Piekar Śląskich.
W wyborach parlamentarnych w 2007 z listy Platformy Obywatelskiej został wybrany na senatora VII kadencji w okręgu sosnowieckim, otrzymując 99 411 głosów. Od lipca 2008 do marca 2009 wchodził w skład Rady Służby Publicznej, w kwietniu 2009 został powołany na członka Rady Służby Cywilnej. W 2011 z powodzeniem ubiegał się o reelekcję do Senatu, w nowym okręgu jednomandatowym dostał 47 820 głosów. W 2015 nie został wybrany na kolejną kadencję.
Był wiceprezesem Zarządu Głównego Związku Ochotniczych Straży Pożarnych.
Wyróżniony tytułem honorowego obywatela Sandomierza i Dąbrowy Górniczej. W 2001 otrzymał Krzyż Oficerski Orderu Odrodzenia Polski. Pośmiertnie w 2023 został odznaczony Krzyżem Świętego Floriana.
Został pochowany na cmentarzu parafialnym w Dąbrowie Górniczej.